# Danny Mastrogiorgio
Danny Mastrogiorgio (Mount Vernon (New York), 26 oktober 1964) is een Amerikaans acteur.

## Biografie
Mastrogiorgio heeft de high school doorlopen aan de College of Marin in San Francisco. Hier heeft hij voor drie jaar gestudeerd, hierna ging hij terug naar New York om verder te studeren aan de Juilliard School aldaar.

## Filmografie

### Films
Uitgezonderd korte films.
- 2024 Barron's Cove - als voorman Ray
- 2023 Teenage Mutant Ninja Turtles: Mutant Mayhem - als Toupee Tom / Police Officer (stem)
- 2021 Rushed - als openbaar aanklager
- 2019 Share - als Tony
- 2014 The Cobbler - als Brian
- 2014 The Mend - als Richard
- 2014 God's Pocket - als officier Eisenhower
- 2012 One for the Money – als Lenny
- 2011 Don gato y su pandilla – als diverse stemmen
- 2010 Beware the Gonzo – als contact
- 2009 Fighting – als handelaar Jim
- 2007 Enchanted – als Jerry
- 2007 Underdog – als Crazy Dog (stem)
- 2005 The Producers – als gevangenisbewaker
- 2005 Backseat – als Andres
- 2003 Brother Bear – als Ram (stem)
- 2002 Contact – als echtgenoot / barkeeper
- 2001 Friends and Family – als Vito Patrizzi
- 1998 Dead Broke – als Veduccio
- 1996 Sleepers – als Nick Davenport

### Televisieseries
Uitgezonderd eenmalige gastrollen.
- 2024 Elsbeth - als rechercheur Bobby Smullen - 3 afl.
- 2022-2023 East New York - als chief Warren Donaldson - 2 afl.
- 2022 Power Book III: Raising Kanan - als Jimmy - 4 afl.
- 2021-2022 The Blacklist - als Lew Sloan - 7 afl.
- 2021 American Rust - als Chuck Castellanos - 2 afl.
- 2016-2020 Billions - als Eric Isaacson - 4 afl.
- 2018-2019 Instinct - als rechercheur Anthony Fucci - 22 afl.
- 2016-2017 The Affair - als rechercheur Stanton - 3 afl.
- 2015 Show Me a Hero - als Peter Chema - 5 afl.
- 2014 Gotham - als Frankie Carbone - 3 afl.
- 2006 The Book of Daniel – als Michael Vaporelli – 4 afl.
- 1998 The Last Don II – als Vinnie – 2 afl.
- 1997 The Last Don – als Vinnie – 3 afl.

### Computerspellen
- 2012 Max Payne 3 – als lokale bewoner
- 2011 Homefront – als voice-over
- 2010 Red Dead Redemption – als preker
- 2006 The Sopranos: Road to Respect – als Saul Shapiro
- 2005 Grand Theft Auto: Liberty City Stories – als Toni Cipriani
- 2005 The Warriors – als de dealers
- 2003 Batman: Dark Tomorrow – als voice-over

## Theaterwerk opBroadway
- 2018 The Iceman Cometh - als Chuck Morello
- 2016 - 2017 The Front Page - als Diamond Louie
- 2014 Rocky - als Paulie
- 2013 Lucky Guy - als Bob Drury / John Miller
- 2012 – 2013 Golden Boy – als Tom Moody
- 2009 A Steady Rain – als Denny
- 2000 – 2002 Contact – als echtgenoot / barkeeper (understudy)
- 1998 Wait Until Dark – als Mike Talman / Sam Hendrix / politieagent / Harry Roat jr. (understudy)

- Bibliothèque nationale de France: cb151122039 (data)
- International Standard Name Identifier: 0000 0000 0215 0441
- Library of Congress Control Number: no2008078386
- Virtual International Authority File: 51987619